# کج شدن قلاب
کج شدن قلاب (به هندی: Payal Ki Jhankaar) فیلمی محصول سال ۱۹۸۰ و به کارگردانی ساتین بوس است. در این فیلم بازیگرانی همچون آلانکار جوشی، روپینی، سورندیر کائور، وینا، سودها شیوپوری ایفای نقش کرده‌اند.